# Evamarie Taferner

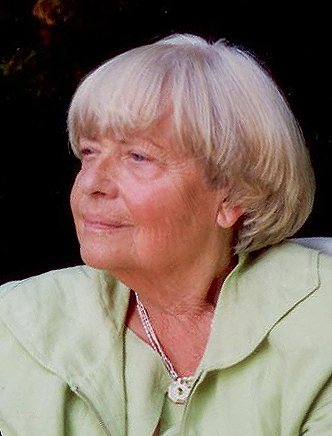
Evamarie Taferner (2009)

Evamarie Taferner, auch Evamaria Taferner, (* 5. November 1929 in Linz, Oberösterreich) ist eine österreichische Schriftstellerin.

## Leben
Ihre oberösterreichische Heimat, das Land um die Donau und die Schilderung bewegter Menschenschicksale bilden die Schwerpunkte ihres Schaffens. Fast alle Texte bewegen sich im zeitgeschichtlichen Rahmen mit nicht zu übersehenden gesellschaftskritischen Aspekten.
Zu ihren Werken zählen Romane, Erzählungen, Kurzgeschichten und Lyrik. Sowohl im Adalbert Stifterhaus in Linz, als auch an anderen Orten ist sie laufend bei Autorenlesungen vertreten.
Evamarie Taferner lebt und arbeitet in Eferding.

## Werke
- Schatten der Vergangenheit (Roman), Eferding 2002, ISBN 978-3-900943-95-0
- Im Dunkel der Donauauen (Kriminalerzählung), Eferding 2003, ISBN 978-3-902427-07-6
- Neben dem Krieg (Erzählungen), Eferding 2005, ISBN 978-3902427151
- 12 Botanische Märchen (Märchenbuch), Eferding 2005, Eigenverlag (zusammen mit Leonore Geißelbrecht-Taferner)
- Elisabeth, die Mutter von Goethes Suleika (Roman), Eferding 2006, ISBN 978-3902427274
- Und trotzdem gern gelebt (Erzählungen), Eferding 2007, Eigenverlag
- Auf der Suche (Roman), Eferding 2009, ISBN 978-3902427618
- Begegnungen (Erzählungen), Eferding 2011, ISBN 978-3902427809
- Tödliche Fracht (Kriminalerzählung), Eferding 2012, ISBN 978-3200027480
- Hochwasser (Erzählungen), Eferding 2014, ISBN 978-3-200-03783-0